# Charles Yeater

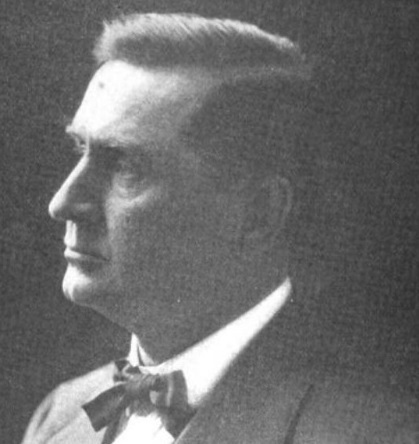
Charles Yeater

Charles Emmet Yeater (* 1861 in Sedalia, Missouri; † Juli 1943 in Sedalia, Missouri) war ein US-amerikanischer Politiker und 1921 kommissarischer Generalgouverneur der Philippinen.
Im Jahr 1892 wurde er für die Demokratische Partei Mitglied des Staatssenats von Missouri und vertrat dort den 15. Wahlbezirk. Von 1909 bis 1915 war Yeater Mitglied des Direktoriums der Kuratoren der Universität von Missouri.
Am 5. März 1921 wurde er als Vizegouverneur Nachfolger von Francis Burton Harrison als amtierender Generalgouverneur der Philippinen. Dieses Amt übte er bis zum Amtsantritt von Leonard Wood am 15. Oktober 1921 aus.
1928 vertrat er die Philippinen auf dem Nationalkonvent der Demokratischen Partei zur Aufstellung des Präsidentschaftskandidaten.